# Лен Вейн
Лен Вейн (англ. Len Wein; 12 червня 1948, Нью-Йорк, США — †10 вересня 2017, Лос-Анджелес, Каліфорнія, США) —  американський автор коміксів, відомим за спільне створення DC Comics «Болотна тварюка» і Marvel «Росомаха». Також зробив великий внесок у відродження команди супергероїв Marvel «Люди Ікс» (в тому числі, був одним з творців таких персонажів, як Нічний Змій, Гроза і Колос). Редактор мінісерії DC Comics «Вартові» сценариста Алана Мура і художника Дейва Гіббонса.